# Euproctis epiperca
Euproctis epiperca är en fjärilsart som beskrevs av Collenette 1947. Euproctis epiperca ingår i släktet Euproctis och familjen tofsspinnare. Inga underarter finns listade i Catalogue of Life.